# Blodregn
 Denne artikel bør gennemlæses af en person med fagkendskab for at sikre den faglige korrekthed.

Blodregn er regn, der indeholder fint rødt støv fra Sahara.
Kraftige vinde kan løfte store mængder af fint støv op fra Saharas ørkner, dette fine støv kan nå store højder og transporteres flere tusinde kilometer.
Når støvet fanges af regn og falder til jorden falder det som "blodregn". Når vandet fordamper, efterlades der et tyndt lag rødt støv på overflader.
Blodregn er støv fra Sahara iblandet jernoxid, derfor den røde farve. Der findes flere typer jernoxid.

## Reference
1. ↑  "Sahara bløder på det sydvestlige Danmark:DMI". Arkiveret fra originalen 7. april 2014. Hentet 16. januar 2015.